# Symphurus fuscus
 Symphurus fuscus és un peix teleosti de la família dels cinoglòssids i de l'ordre dels pleuronectiformes que viu a l'oest de l'oceà Índic.